# Adric
Adric est un personnage de fiction joué par Matthew Waterhouse dans la série de science-fiction Doctor Who. Issu de la planète Alzarius, il est l'un des compagnons du 4e Docteur (Tom Baker) et du 5e Docteur (Peter Davison). Il est apparu régulièrement dans la série de 1980 à 1982. Créé par le producteur John Nathan-Turner et le scénariste Christopher H. Bidmead, le personnage a pour nom une anagramme du physicien Paul Dirac. Waterhouse est aussi le plus jeune acteur à avoir accompagné le Docteur au cours de la série. Adric apparaît dans 11 sérials et 40 épisodes. 

## Évolution du personnage au sein de la série
Adric apparaît pour la première fois en octobre 1980 dans l'épisode du 4e Docteur Full Circle. Alors qu'il tente d'échapper à une brume mystérieuse qui semble s'accroître sur la planète Alzarius, une planète se trouvant dans la dimension parallèle de l'E-space, Adric se retrouve à l'intérieur du TARDIS. À la fin de l'épisode, il s'introduit en tant que passager clandestin dans le TARDIS et n'est remarqué que dans l'épisode suivant, « State of Decay ». Il devient un compagnon du Docteur après avoir quitté l'E-space, où Romana et K-9 semblent être restés. 
Adric est un enfant très brillant sur le plan mathématique, qui va aider le Docteur au cours de ses aventures. Il est présent dans Logopolis lorsque le Docteur tombe du radio-télescope du Projet Pharos et se régénère en sa cinquième incarnation. Il continue à voyager à l'intérieur du TARDIS avec Nyssa et Tegan. Ensemble, ils affronteront les Terileptils, la Mara, ainsi que le Maître qui enlèvera même Adric afin de profiter de ses capacités mathématiques. Dans « Earthshock », Adric reste dans un vaisseau cargo détourné par les Cybermen afin de s'écraser sur Terre et réussit à le faire revenir dans le temps. Il ne peut toutefois pas quitter le vaisseau, qui en s'écrasant, est considéré par la série comme à l'origine de l'extinction Crétacé-Tertiaire.
Sa mort affectera profondément le Docteur et ses compagnons. Dans l'épisode suivant, « Time-Flight », Nyssa et Tegan se retrouvent face à lui sous forme d'une illusion qui tente de les empêcher de passer. Le Docteur verra son visage à la fin de The Caves of Androzani et son nom est la dernière chose qu'il prononce avant sa régénération vers le 6e Docteur.

## Caractéristiques
Jeune garçon à l'esprit scientifique particulièrement brillant, il porte une médaille en forme d'étoile qui rappelle son excellence mathématique. Il fut créé par le producteur John Nathan-Turner pour devenir spécifiquement le principal compagnon du 4e Docteur afin que celui-ci en fasse son protégé. Toutefois, Adric est connu pour se vanter de sa propre intelligence et fait preuve d'immaturité à plusieurs reprises. Il en résulte un personnage qui a tendance à être arrogant. De plus, dans sa relation avec le 5e Docteur, Adric passe pour une sorte de petit frère agaçant. Il en résulte qu'il reste, pour les fans de la série, le moins populaire des compagnons du Docteur,. Adric ne recherche que de la reconnaissance de la part du Docteur et se montre souvent blessé par le constat que ses actions ont aggravé une situation. En tant qu'Alzarian, Adric est doué d'un code génétique censé évoluer plus rapidement que d'autres humains, ce qui lui donne la capacité de se régénérer à grande vitesse.  
Constatant que le personnage ne fonctionne pas dans la série et que Matthew Waterhouse n'est pas très apprécié sur les plateaux, John Nathan-Turner décide de le faire tuer. Sa mort est marquante pour la série, Adric devenant à l'époque le seul compagnon ayant suivi le Docteur sur plusieurs saisons à être décédé au cours de cette dernière,,. Durant l'épisode marquant sa disparition, une absence de musique est à noter sur le générique final. La mort subite du personnage, qui n'avait pas été révélée dans les programmes télés, marque les fans de la série,,.
On peut voir une vision d'Adric ainsi que d'autres compagnons comme Leela sur le scanner dans « Resurrection of the Daleks ».

## Autres médias
Le personnage d'Adric réapparaît en tant que compagnon ou en tant que flash-back dans plusieurs comic books, romans ou pièces radiophoniques dérivées de Doctor Who, mais ceux-ci ne correspondent pas au canon de la série et se contredisent eux-mêmes. Ainsi, la pièce radiophonique « The Boy That Time Forgot » explique qu'Adric, joué par Andrew Sachs, aurait survécu grâce à un processus inventé par le Docteur, tandis que dans d'autres, le personnage est mort. On trouve un clin d'œil à cette mort dans le téléfilm anniversaire The Five(ish) Doctors Reboot en 2013.